# イーラ・ロスコ
イーラ・ロスコ（Ira Losco）はマルタ出身の歌手。これまでに10枚のアルバムをリリースし、15カ国以上でのパフォーマンスを行い、20以上の受賞歴がある。

## 来歴
1997年から2002年の間はTiaraというバンドに所属しており、同時にソロ活動も行っていた。2000年と2001年にはマルタのユーロビジョン・ソング・コンテストの代表選考会に出場した。

### 2002年
2002年にエストニア・タリンで開催されたユーロビジョン・ソング・コンテストにマルタ代表として出場し、「7th wonder」を披露した。この時の順位は2位であり、2019年現在でマルタの最高順位である。

### 2016年
マルタのユーロビジョン・ソング・コンテスト代表者を選出するマルタ・ユーロビジョン・ソング・コンテスト2016で「Chameleon (Invincible)」を披露し、マルタ代表となることが決定した。しかし、楽曲の選考は改めて行なわれることとなり、「Chameleon (Invincible)」の別アレンジを含む10曲の候補の中から「Walk on water」が代表曲となることが決定した。ユーロビジョン・ソング・コンテストでは準決勝1で3位となり決勝に進み、決勝では12位となった。

### 音楽以外の活動
2002年のユーロビジョン・ソング・コンテストに出場後、いくつかの学校から「生徒達へ前向きなメッセージを伝えてほしい」とのメッセージが寄せられた。それがきっかけとなりロスコは子供の頃の自分を取り巻く問題について考え始め、反いじめの活動に取り組んでいる。また、LGBTや青少年が自分達をリベンジポルノから守るための活動にも関わっている。2008年には、それまでの活動が評価され、マルタの大統領から表彰されている。

## 私生活
2016年8月25日に、パートナーであるSean Gravinaとの間にHarryを出産した。マルタの首相であるジョゼフ・ムスカットは、祝福のコメントをTwitterに投稿した。